# Aurelio de la Vega
Aurelio de la Vega Saavedra (* 28. November 1925 in Havanna; † 12. Februar 2022 in Los Angeles) war ein US-amerikanischer Jurist, Musikkritiker und Komponist kubanischer Herkunft.

## Leben
Er studierte zunächst Rechtswissenschaften (Ph.D.) an der Universität von Havanna. Später erwarb er den Ph.D. in Komposition am Conservatorio Ada Iglesias in Havanna. Außerdem studierte er von 1943 bis 1946 bei Fritz Kramer in Havanna und von 1947 bis 1948 bei Ernst Toch in Los Angeles.
Er war Dekan der Musikwissenschaftlichen Fakultät der Universidad de Oriente in Santiago de Cuba, Berater des Nationalen Kulturinstitutes und Vizepräsident des Havana Philharmonic Orchestras. Von 1952 bis 1954 war er Gastdozent in den USA. 1959 siedelte er nach Kalifornien über und wurde Musikprofessor und Leiter des Elektronischen Musikstudios der California State University, Northridge. 1966 erhielt er die US-amerikanische Staatsbürgerschaft.
Seine Komposition Adiós (1977) ist dem Los Angeles Philharmonic Orchestra unter Zubin Mehta gewidmet.
Er wurde zweimal mit dem Kennedy Center Friedheim Award ausgezeichnet. Ferner war er Mitglied der Academy of Arts and Letters in Chile und der Brazilian Academy of Music.